# Флитская тюрьма
Флитская тюрьма (англ. Fleet Prison) — лондонская тюрьма. Была построена еще в 1197 году и использовалась до 1844 года. В 1846 году была разрушена. Здание тюрьмы располагалось на пересечении Феррингдон-стрит и Флит-стрит, на восточном берегу мелкой лондонской речки Флит.

## Этимология
Название тюрьмы происходит от названия реки, на восточном берегу которой и была возведена тюрьма, то есть Флит. Слово Флит, от англосаксонского fleot, означает «приливный канал». Дело в том, что уровень воды в реке крайне переменчив.

## Исторические сведения
Тюрьма была построена в 1197 году на той улице, что сейчас называется Феррингдон-стрит. Известно, что в тюрьме содержались лица, осужденные Звёздной палатой, арестанты Канцлерского суда, а также должники.

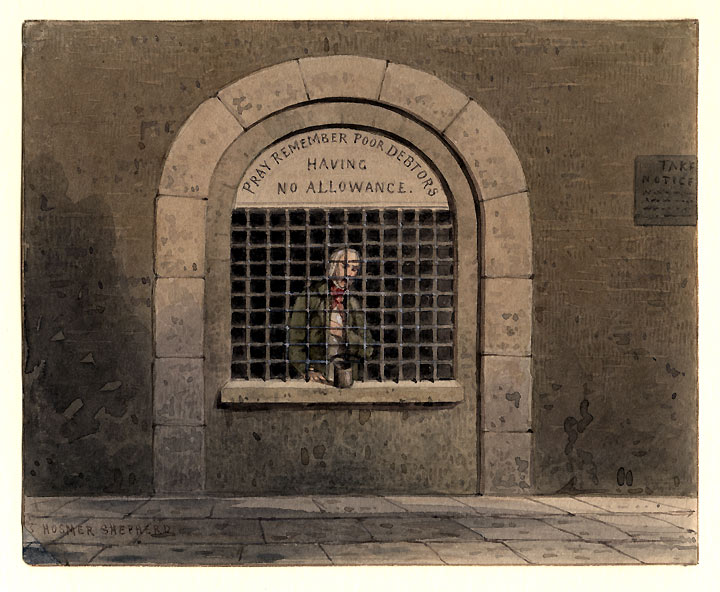
Железная клетка, через которую нищие просили милостыню у прохожих

В ходе истории сооружение неоднократно повреждалось. Например, в 1381 году, во время крестьянского восстания, часть здания была разрушена. 4 сентября 1666 года, во вторник, когда в Лондоне бушевал Великий пожар, здание сгорело дотла; заключенных эвакуировали в самый последний момент. После сэр Джереми Вичкоут, тогдашний начальник тюрьмы, снял здание в Ламбете для временного размещения заключенных, само здание Флитской тюрьмы было восстановлено на прежнем месте.

В XVIII веке Флитская тюрьма использовалась для содержания должников и банкротов. В тюрьме также располагалась «бедная сторона» — место заключения нищих. Какое-то время в стене Флитской тюрьмы была вставлена железная клетка, через которую нищие просили милостыню у прохожих. Описание такого сооружения встречается в романе Чарльза Диккенса «Посмертные записки Пиквикского клуба»:
Еще свежо в памяти то время, когда в стену Флитской тюрьмы была вделана железная клетка, в которой помещался голодный на вид человек и, побрякивая время от времени кружкою с деньгами, заунывно восклицал: «Не забывайте нищих должников, не забывайте нищих должников!»
Среди руководителей Флитской тюрьмы иногда встречались лица, связанные с криминалом. Печально известна история с Томом Бэмбриджем, руководившим тюрьмой в середине XVIII века. Последний был обвинен в вымогательстве. Также упоминания о жестоком обращении с заключёнными имеются в записках Джона Лилберна, в которых он рассказывает, как на него натравили пару собак и он в течение двух часов был вынужден бегать от них.